# Plaza de Alfonso XIII (San Sebastián)
La plaza de Alfonso XIII es un espacio público de la ciudad española de San Sebastián.

## Descripción

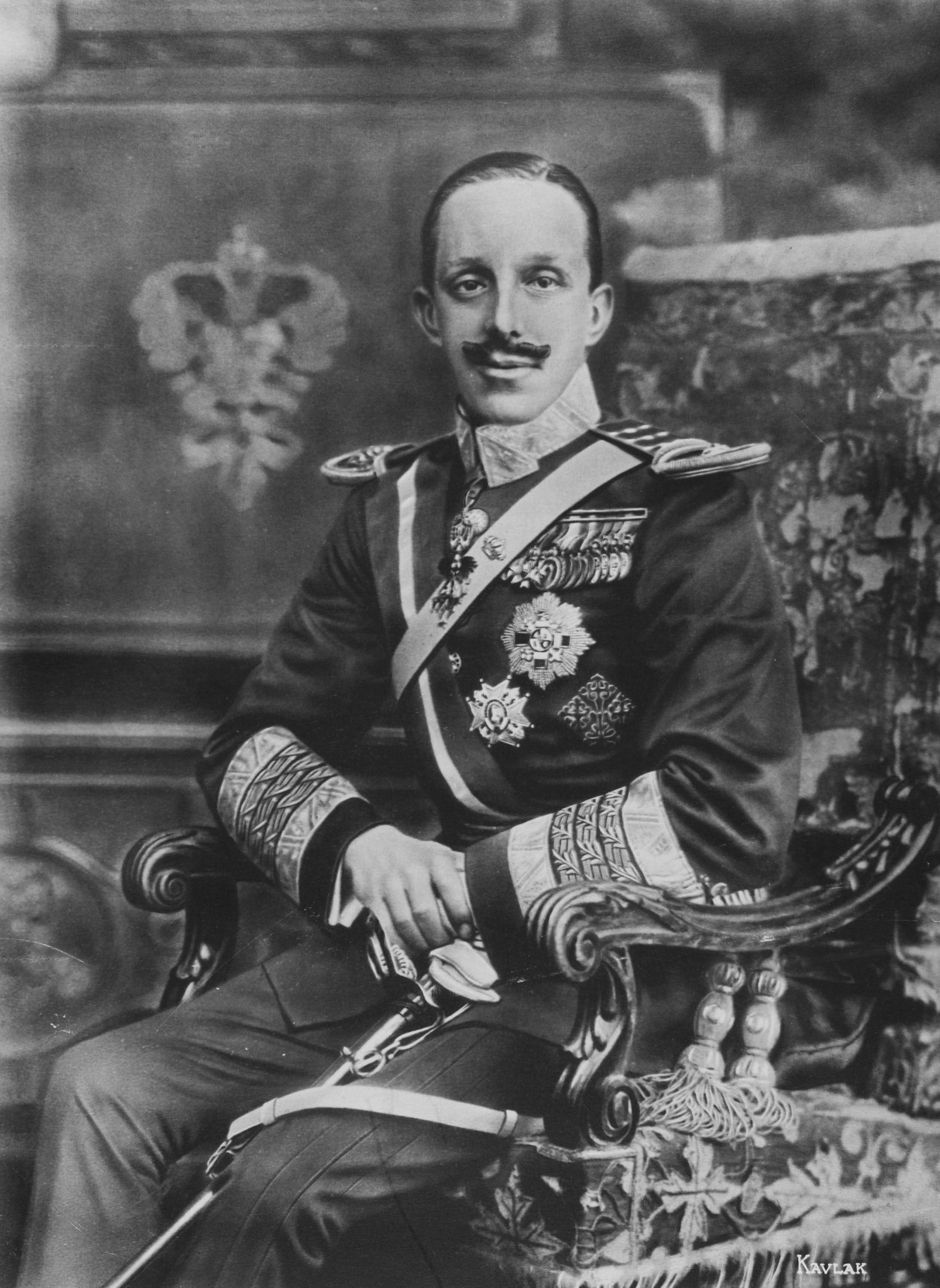
Alfonso XIII de España, que acostumbraba a veranear en la ciudad, da nombre a la plaza

La plaza está encerrada por las calles de Matía y de Istingorra y el paseo de los Miqueletes. Honra con el nombre a Alfonso XIII de España (1886-1941), rey de España hasta la proclamación de la Segunda República; veraneaba en la capital guipuzcoana con su madre, la regente María Cristina de Habsburgo-Lorena. En 1888, asistió el joven monarca a la colocación de la primera piedra de la nueva iglesia de San Sebastián, sita en la plaza. El espacio aparece descrito en Las calles de San Sebastián (1916) de Serapio Múgica Zufiria con las siguientes palabras:

Plaza de Alfonso XIII.—A propuesta del Alcalde D. Gil de Larrauri, se acordó en sesión de 4 de Septiembre de 1889, que la Plaza, sita frente a la iglesia del Antiguo, se denominase, «Plaza de Alfonso XIII». Adoptóse este acuerdo, cuando la Reina D.ª María Crista de Hapsburgo, a la sazón Regente del Reino, se dispuso a construir el Palacio de Miramar para pasar en él los meses estivales, estrechando de este modo los vínculos que unían a San Sebastián con la Augusta Familia de sus Reyes y muy especialmente con D. Alfonso XIII, que solo el primer año de su existencia y en el de 1898, ha dejado de venir a San Sebastián, desde que nació el 17 de Mayo de 1886. Aunque la índole del libro no consiente que tracemos una biografía de D. Alfonso XIII, ni tan siquiera recordar los hechos más salientes de su reinado, el tributo debido a la verdad y a la justicia exigen en cambio que no omitamos el cariño que en toda ocasión ha demostrado el Monarca a San Sebastián, y el interés con que ha estimulado su desenvolvimiento y sus progresos, tomando una parte personal y activa en muchos de los actos solemnes, que, como indicadores y jalones de esa prosperidad y desarrollo, se han efectuado en la misma Ciudad. Poco más de un año tenía el Rey cuando vino a ella por primera vez, y se hospedó con su Augusta Madre y sus Srmas. Hermanas en el Palacio de Ayete. Tan tierno era cuando comenzó a formar parte en el fomento de San Sebastián, que hubieron de llevarle en brazos de su ama a la colocación de la primera piedra de la iglesia de San Sebastián el Antiguo, que se puso por su Augusta Madre en la Plaza que ahora ostenta el nombre del Monarca, el 24 de Septiembre de 1888. El afecto que el Rey profesa a San Sebastián, se ha puesto bien patente, no solo en su asistencia a inauguraciones de monumentos y a conmemoraciones solemnes que ha presidido gustoso, realzándolas así con la magestad que presta siempre la Realeza a los actos a que concurre, sino en su afán de estimular y fomentar cuanto conduzca a la pujante expansión de la capital de Guipúzcoa, a su embellecimiento y a su fama. Al poner su nombre a una Plaza, la Corporación Municipal Donostiarra no se ha limitado a cumplir aquellos deberes de respetuoso acatamiento, que se tienen siempre para las personas en quienes encarna la Potestad Regia, sino que ha satisfecho al propio tiempo, las obligaciones de gratitud que le unen con el Augusto Protector de San Sebastián, quien, como se ha dicho, viene desde el año 1887 a ser durante varios meses del verano vecino de la ciudad, y ha sabido conquistarse en ella tan fervorosas y reverentes simpatías.
(Múgica Zufiria, 1916, pp. 151-152)